# Filipa de Lancaster
Filipa de Lancaster (31 martie 1359 – 19 iulie 1415) a fost regină consort a Portugaliei. Născută în familia regală a Angliei, căsătoria ei din anul 1387 cu regele Ioan I al Portugaliei a asigurat alianța anglo-portugheză (1373–1386) și a produs câțiva copii faimoși care au devenit cunoscuți ca "Generația ilustră" în Portugalia. Ea a fost fiica cea mare a lui Ioan de Gaunt, Duce de Lancaster și Blanche de Lancaster și soră a regelui Henric al IV-lea al Angliei.

## Primii ani și educație
Ca primul copil al lui Ioan de Gaunt, Duce de Lancaster și Blanche de Lancaster, Filipa și-a petrecut cea mai mare parte a copilăriei în multele palate și castele ale tatălui ei. Aici, ea a crescut și a fost educată alături de cei doi frați mai mici: Elisabeta, care era cu trei ani mai mică și Henric, care era cu șase ani mai mic și care va ajunge regele Henric al IV-lea.
Mama Filipei a murit de ciumă bubonică în 1369. Tatăl ei s-a recăsătorit în 1371 cu Infanta Constance a Castiliei, fiica regelui Petru al Castiliei. După decesul Constancei în 1394, el s-a căsătorit cu fosta lui metresă, Katherine Swynford, care a fost guvernanta Filipei. Aventura și în cele din urmă căsătoria au fost considerate scandaloase.
Katherine pare să fi fost plăcută de Filipa și de frații ei și a jucat un rol important în educația Filipei. Katherine a avut legături strânse cu Geoffrey Chaucer, deoarece sora ei, Philippa Roet, era soția lui Chaucer. Ioan de Gaunt a devenit patronul lui Chaucer iar acesta a petrecut mult timp cu familia, fiind unul dintre profesorii Filipei.
Filipa a avut o educație remarcabilă pentru o femeie în acele timpuri și a studiat știința cu Friar John, poezia cu Jean Froissart și filosofia și teologia cu John Wycliffe. Ea citea bine lucrările cărturarilor greci și romani cum ar fi Plinius cel Bătrân și Herodot și a fost sârguincioasă în studiul religiei.

## Căsătorie

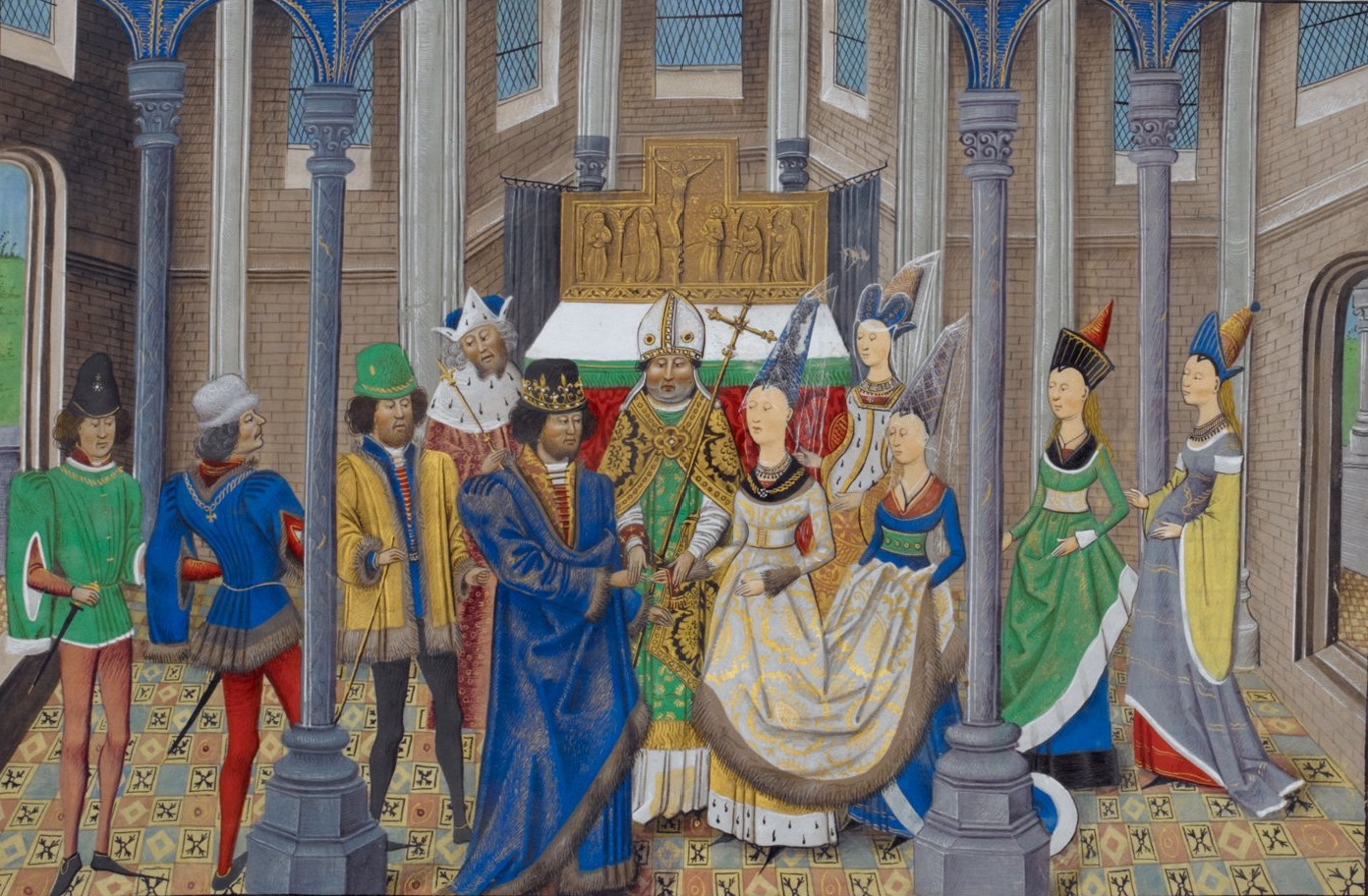
Căsătoria Filipei și a lui Ioan

Filipa a devenit regină consort a Portugaliei prin căsătoria cu regele Ioan I al Portugaliei. Căsătoria a reprezentat pasul final al alianței anglo-portugheze împotriva axei Franța-Castilia.
Cuplul a primit binecuvântarea bisericii la catedrala de la Oporto la 2 februarie 1387. Curtea portugheză a celebrat uniunea timp de cincisprezece zile.
Ca de obicei în cazurile nobilimii din Evul Mediu, căsătoria s-a făcut din motive de alianță politică; de fapt, cuplul nu s-a întâlnit niciodată decât cu 12 zile înainte de nuntă. Filipa era considerată destul de simplă iar regele Ioan avea o metresă,  Inês Peres Esteves, cu care avea deja trei copii.  Fiul lor Alfonso avea zece ani când Ioan și Filipa s-au căsătorit. Filipa i-a permis lui Alfonso și surorii sale Beatrice să crească la curtea portugheză (al treilea copil, Branca, a murit în copilărie). Mama lor a părăsit curtea la comanda Filipei și a trăit într-o mănăstire; sub patronajul Filipei ea a devenit stareță.

## Influența la curte
Deși Filipa a fost văzută în timpul ei ca un simbol perfect al evlaviei maiestuoase, și a făcut comentarii publice spunând "este considerat un lucru indecent pentru o soție să se amestece în treburile soțului ei",, de fapt ea a exercitat influență atât la curtea portugheză cât și la curtea engleză și a fost  "implicată activ în treburile lumii".
Totuși, principala contribuție politică a Filipei a avut loc la curtea ei. După ce Portugalia s-a implicat în mai multe războaie cu Castilia și maurii, economia țării era ruinată și mulți bărbați care aveau locuri de muncă în timpul războaielor, la sfârșitul lor au rămas șomeri. Filipa știa că daca Ceuta ar fi cucerită și controlată acest lucru ar fi fost destul de profitabil pentru Portugalia; asta însemna nimic mai puțin decât controlul comerțului cu mirodenii africane și indiene. Deși Filipa a murit înainte ca planul ei să se realizeze, Portugalia a trimis o expediție pentru a cuceri orașul, obiectiv care a fost realizat pe 14 august 1415, în bătălia de la Ceuta.

## Copii
Filipa și Ioan au avut 9 copii:
- Blanche (1388–1389);
- Afonso (iulie 1390 – 22 decembrie 1400);
- Eduard (Duarte) (1391–1438). A fost scriitor și intelectual care i-a succedat tatălui său ca rege al Portugaliei în 1433;
- Petru (1392–1449). A fost primul Duce de Coimbra, a servit ca regent în timpul minoratului nepotului său Afonso al V-lea;
- Henric Navigatorul (1394–1460), primul Duce de Viseu, care a ghidat Portugalia în Perioada Marilor descoperiri;
- Isabella (1397–1472), care s-a căsătorit cu Filip al III-lea al Burgundiei și a fost una dintre cele mai puternice și admirate femei din Europa;
- Blanche (1398), a murit în copilărie;
- Juan, Lord de Reguengos de Monsaraz (1400–1442), bunicul a doi monarhi iberici, Manuel I al Portugaliei și Isabella I de Castilia;
- Fernando (1402–1443) "Prințul Sfânt" care a murit prizonier al maurilor.